# Марбургский университет
Ма́рбургский университе́т и́мени Фили́ппа
(нем. Philipps-Universität Marburg) — первый протестантский университет Германии, основанный в 1527 году гессенским ландграфом Филиппом Великодушным в Марбурге. Приблизительно 12 % составляют иностранные студенты, самый высокий процент в Гессене.

## Об университете
Марбургский университет наряду с Гейдельбергским, Гёттингенским, Тюбингенским и Фрайбургским относится к числу исторических германских университетов, сформировавших на протяжении многих веков Германию как общеевропейский центр науки и просвещения.
Марбургский университет возник как главный немецкий протестантский университет. Известен своими давними традициями неприятия обскурантизма.
Марбургский университет тесно связан с Русско-Германским институтом науки и культуры МГУ им. М. В. Ломоносова.

### История

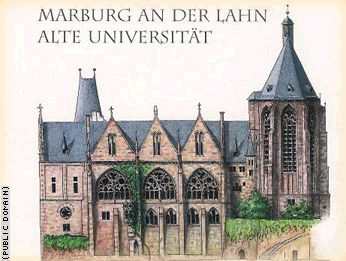
Марбургский университет

В 1527 году ландграф-протестант Филипп Великодушный основал в Марбурге университет, который до сих пор носит его имя. Первыми аудиториями Марбургского университета были здания католических монастырей. В 1541 году гессенскому ландграфу удалось добиться утверждения императором статуса университета и предоставления ему полагающихся имперских привилегий.

Старый актовый зал

В тридцатых годах XVIII в. в Марбургском университете преподавал немецкий учёный-энциклопедист, философ, юрист и математик Христиан фон Вольф. В 1736—1739 годах его учениками были студенты университета М. В. Ломоносов и Д. И. Виноградов.
С включением в 1866 году провинции Гессен в состав Королевства Пруссия прусское правительство во главе с канцлером Бисмарком стало уделять повышенное внимание развитию университета (тогда он назывался Королевским прусским университетом) как научно-исследовательского учреждения в области естественных наук и промышленности.
С приходом к власти нацистов Марбургский университет подвергся унификации и переустройству — нелояльно настроенных режиму профессоров и студентов изгоняли и подвергали репрессиям. Возрождение университета начинается в 1950‑е годы, а в 1960‑е годы университет переживал самый настоящий бум — резко увеличился преподавательский состав, были построены многие новые корпуса. Тогда же на холмах вокруг Марбурга появился второй университетский центр Lahnberge в составе ряда научно-исследовательских институтов и знаменитой в Европе университетской клиники.
В настоящее время в университете 16 факультетов: юридический, экономический, философский, психологический, протестантской теологии, истории и культурологии, германистики и искусствоведения, иностранной филологии, математики и информатики, физический, химический, фармацевтики, медицины, географический, биологический, педагогический.

## Ректоры
- 1810—1811 Антон Бауэр
- 1819 Фердинанд Карл Швейкарт
- 1824—1825, 1829—1830 Кристиан Людвиг Герлинг
- 1830—1831 Иоганн Гессель
- 1837—1838, 1840—1841 Карл Фридрих Герман
- 1838—1839 Юлиус Мюллер
- 1844—1845 Бруно Гильдебранд
- 1881—1882 Людвиг Эннекцерус
- 1886—1887 Франц фон Лист
- 1887—1888 Фердинанд Юсти
- 1890—1891 Генрих Мартин Вебер
- 1896—1897 Фридрих Генрих Эммануэль Кайзер
- 1900—1901 Бенедикт Низе
- 1901—1902 Адольф Юлихер
- 1906—1907 Людвиг фон Зибель
- 1909—1910 Эрнст Маас
- 1915—1916 Эрнст Эльстер
- 1930—1931 Макс Версе
- 1932—1933 Вальтер Мерк
- 1933—26 сентября 1936 Макс Баур